# ロレイン (哨戒フリゲート)
|          | |
| 艦歴     | |
| 発注     | |
| 起工     | 1943年10月25日                                                                                                  |
| 進水     | 1944年3月18日                                                                                                   |
| 就役     | 1945年1月15日                                                                                                   |
| 退役     | 1946年3月14日                                                                                                   |
| その後   | 1950年9月16日に触雷、沈没                                                                                       |
| 除籍     | |
| 性能諸元 | |
| 排水量   | 基準 1,430トン 満載 2,415トン                                                                                   |
| 全長     | 303 ft 11 in (92.6 m)                                                                                           |
| 全幅     | 37 ft 6 in (11.4 m)                                                                                             |
| 吃水     | 13 ft 8 in (4.1 m)                                                                                              |
| 機関     | ボイラー3基 5,500軸馬力 タービン2基 2軸推進                                                                     |
| 最大速力 | 20ノット (37 km/h)                                                                                              |
| 航続距離 | |
| 乗員     | 190名 |
| 兵装     | 3インチ50口径対空砲3門 40mm機関砲 4門 20mm機関砲 9門 ヘッジホッグ 1基 対潜爆雷投射機（Y砲）8基 爆雷投下軌条 2条 |

ロレイン (USS Lorain, PF-93) は、アメリカ海軍の哨戒フリゲート。タコマ級フリゲートの1隻。艦名はオハイオ州ロレインに因む。

## 艦歴
ロレインは当初ロアノーク (USS Roanoke, PG-201) の艦名で砲艦として分類されたが、海事委任契約の下1943年10月25日に PF-93 （哨戒フリゲート）としてオハイオ州ロレインのアメリカン・シップビルディング社で起工した。1944年2月7日にロレインと改名され、1944年3月18日にフレッド・ヘンダーソン夫人によって命名、進水、1945年1月15日にメリーランド州ボルチモアで艦長ジェームズ・G・ラムジー・ジュニア沿岸警備隊少佐の指揮下就役した。
ロレインは1945年1月28日にボルチモアを出航し、バージニア州ノーフォークおよびバミューダに向かい整調および訓練を行う。メイン州カスコ湾で引き続いての訓練の後、4月11日にニューファンドランドのアージェンティア海軍基地に向かい、その夏は気象観測任務に従事する。アージェンティア沖および後にはアイスランドのレイキャビク沖で作戦活動に従事し、北大西洋におけるその活動範囲はグリーンランドからアゾレス諸島北部まで及んだ。ロレインは重要な気象データを記録し続けた。
ロレインは9月14日にボストンへ帰還した。10月後半までニューイングランド沖で気象観測を継続し、その後12月2日にカリブ海での任務に向かう。ロレインは護衛艦として1946年初めにブラジルのレシフェに向かい、バミューダ沖東方での2度の気象観測を行った後、3月7日にボストンに帰還、14日に同地で退役した。ロレインは1947年3月26日にフランス海軍に売却され、同日ル・パレス (La Place, F-13) の艦名で就役する。その1年後、ル・パレスは武装解除され北大西洋で気象観測艦としての任務に従事したが、1950年9月16日に第二次世界大戦中に敷設された機雷に接触し沈没した。